# Landkreis Ebersberg
Landkreis Ebersberg är ett distrikt (Landkreis) i Oberbayern i av det tyska förbundslandet Bayern. Huvudorten är Ebersberg.

## Geografi
Distriktet kännetecknas av ett stort skogstäckt kulligt område.

## Infrastruktur
Landkreis Ebersberg har ett tätt järnvägsnät som är anslutet till Münchens pendeltåg (S-Bahn).